# Cheilosia nigripes
Cheilosia nigripes là một loài ruồi trong họ Ruồi giả ong (Syrphidae). Loài này được Meigen mô tả khoa học đầu tiên năm 1822. Cheilosia nigripes phân bố ở vùng Cổ Bắc giới